# Contra-Dance-Choreographie
Die Contra-Dance-Choreographie spezifiziert die Tanzformation, die Figuren und die Reihenfolge dieser Figuren in einem Tanz. Die Figuren wiederholen sich idealerweise in einem anmutigen, fließenden Muster und sind auf die Phrasierung der Musik abgestimmt. Insbesondere haben Contra Dance Figuren mit wenigen Ausnahmen keine definierte Beinarbeit; ein Großteil des Tanzes wird als Gehbewegung ausgeführt, ein Schritt für jeden Schlag in der Musik. Arme und Hände führen die meisten Veränderungen – vornehmlich die Übergänge von Formation zu Formation – aus. Dabei wechselt die Verbindung meistens zu den Händen anderer Tänzer.
Die meisten Choreographien bestehen aus einer Sequenz von etwa sechs bis zwölf Einzelfiguren, die der Rufer (engl.: Caller) im Takt der Musik während des Tanzes ansagt. Nach mehrfacher Wiederholung, reduziert der Caller seine Ansagen, manchmal auf ein einziges Wort für jede Figur. Er hört mit den Ansagen ganz auf, wenn die Tänzer sich mit der Choreographie sicher fühlen, um so die Tänzer sich selbst und der Musik zu überlassen.

## Grundlagen
Eine Figur ist eine Bewegungabfolge, die typischerweise über acht Zählungen ausgeführt wird, darüber hinaus gibt es Figuren mit vier oder sechzehn Zählungen. Jeder Tanz enthält eine Sequenz von Figuren, die so zusammengestellt wurden, dass die Tänzerinnen und Tänzer die jeweils nächste Sequenz mit einem neuen Partner oder Tanzpaar entlang der Formation (engl.: Set) ausführen können.

### Rhythmus
Eine Zählung (wie oben definiert) ist ein Taktschlag der Musik wie z. B.
- eine Viertelnote im 2/4- oder 4/4-Takt oder
- drei Achtelnoten im 6/8-Takt.

Da Contra Dance Tänze mit Gehbewegungen sind, entspricht jeder Zähler der Choreographie typischerweise einem einzelnen physischen Schritt in einer Figur und einem Taktschlag in der Musik.
Die typische Contra Dance Choreographie besteht aus vier Teilen, die jeweils 16 Taktschlägen (8 Takte) lang sind. Die Teile heißen A1, A2, B1 und B2. Diese Nomenklatur ergibt sich aus der Musik: Tanzmusik besteht typischerweise aus zwei Teilen (A und B), jeweils 16 Zähler lang und jeweils einem Teil des Tanzes. Die A- und B-Stimmen werden jeweils zweimal hintereinander gespielt, also A1, A2, B1, B2. Während in den Teilen A1 und A2 im Allgemeinen die gleiche Musik gespielt wird, folgt in diesen Teilen eine eigene Choreographie. 64 Zähler bilden typischerweise eine Choreographie, die zu der beschriebenen Phrasierung der Musik passt. Musik dieser Form wird als „quadratisch“ bezeichnet; Melodien, die von dieser Form abweichen, werden als „schief“ bezeichnet.

### Körperspannung und Gegengewicht (engl.giving weight)
Ein wesentliches Element des Contra Dance ist der Aufbau einer leichten physischen Spannung zwischen Tänzern. Um diese Spannung zu erzeugen, lehnen Sie sich bei Figuren die in einer Zweier-Formation getanzt werden, leicht von Ihrem Tanzpartner weg und halten Sie eine deutliche Spannung in Körper, Armen, Händen und Fingern aufrecht; drücken Sie dabei nicht zu hart, aber lassen Sie Ihre Arme auch nicht schlaff hängen oder gehen in eine vollständige Streckung. Dies hilft Ihnen und Ihrem Partner, sich im Einklang zu bewegen. Das erzeugte Gegengewicht ermöglicht es, drehende Figuren schneller und mit mehr Flair auszuführen, und erzeugt das Gefühl des Tanzens mit der anderen Person und nicht nur in ihrer Nähe. Gewicht kann auch als Elastizität oder Spannung bezeichnet werden.
Gleichgeschlechtliche Paare sind im Contra Dance immer wieder anzutreffen, typischerweise um unterschiedliche Anzahlen von Damen und Herren auszugleichen oder nach Vorliebe. In den folgenden Beschreibungen beziehen sich die Begriffe Herr (engl.: Man, Gentleman) und Dame (engl.: Lady) auf die Rollen im Tanz und nicht auf das Geschlecht. Für eine bessere Lesbarkeit wird auf die Nennung beider Geschlechter verzichtet, z.B: Tänzer für „Tänzerin und Tänzer“, sondern diese möglichst abwechselnd benannt, es sei denn dies ist für die Definition der Figur relevant.

## Figuren des Square- und Contra-Tanzes
In den folgenden Erklärungen wird jeweils der in Englisch angesagte Begriff benannt und eine wörtliche Übersetzung gegeben. Dies erleichtert es, die Figuren wiederzuerkennen oder sich einzuprägen.

### Grundfiguren für einzelne Tänzer und Paare
In den folgenden Erklärungen wird jeweils der in Englisch angesagte Begriff benannt und eine wörtliche Übersetzung gegeben. Dies erleichtert es, die Figuren wiederzuerkennen oder sich einzuprägen. Die Figuren sind in alphabetischer Reihenfolge gelistet.

### Allemande Turn (Deutsche Drehung)
Zwei Tänzer verbinden nach Ansage rechte oder linke Hände mit den Fingerspitzen nach oben und dem Daumen auf dem Handrücken des Gegenübers. Sie bewegen sich um die gefassten Hände umeinander herum.

### Balance (Wiegeschritt)
Das Paar steht sich mit einer oder beiden Händen gefasst gegenüber und tanzt im Takt der Musik einen Schritt aufeinander zu, einen Schlussschritt, dann einen Schritt auseinander und einen Schlussschritt. In einigen Bereichen ist es typisch, die letzten Schritte durch einen Stomp, Kick oder Jump zu ersetzen, was die Rhythmik der Figur stärker betont. Auf ein „Balance“ folgt oft ein Swing. Ein Balance kann auch in Linien oder Kreisen mit mehreren Tänzern ausgeführt werden.

### Butterfly Whirl (Schmetterlingswirbel)
Ausgangsformation: Zwei Tänzer, typisch Dame und Herr stehen nebeneinander, mit offener Handfassung oder mit der Innenhand jeweils die Taille des Partners gefasst. Es erfolgt eine Drehung als Paar nach rechts oder links, typischerweise als Fortsetzung der von der vorherigen Figur eingeleiteten Drehrichtung. Die Person die sich anfänglich auf dem Innenkreis befindet geht dabei rückwärts, die andere Person vorwärts. Alternative Fassungen: Die Dame legt Ihre Innenhand auf die Schulter des Herrn.

### Courtesy Turn (Höflichkeitsdrehung)
Der Herr nimmt die linke Hand der Dame in die linke Hand und legt seine rechte Hand auf ihren Rücken in Höhe des Schulterblatts, alternativ werden die rechten Hände auf dem Rücken der Dame gefasst. Die Tänzerinnen und Tänzer stehen Seite an Seite, während sie sich als Paar drehen. Die Tänzer enden als Paar zur Mitte der Formation gewendet. Der Herr geht stets rückwärts, während die Dame vorwärts geht.

### Do-Si-Do, auch Do Sa Do (Rücken-an-Rücken)
Ausgangsformation: Zwei voreinander stehende Tänzer. Sie bewegen sich umeinander herum und behalten dabei die Blickrichtung bei. Die Tänzer gehen mit der rechten Schultern beginnend aneinander vorbei („Pass by the right“), gleiten dann Rücken an Rücken auf die jeweils andere Seite. Sie passieren rückwärts und linksschultrig ihr Gegenüber und kehren an den Ausgangsplatz zurück.
Für die Variante: „1½ mal“ tanzen die Paare die erste Hälfte, rechtsschultrig erneut. Beendet wird die Figur auf dem Platz des und mit dem Rücken zum Gegenüber. Als Verzierung fügen erfahrene Tänzer oft einen Spin hinzu, während sie diese Figur ausführen. Ein Spin ist eine allein ausgeführte Drehung am Platz.

### Gypsy (Zigeuner)
Diese Figur wurde aus dem englischen Country Dance übernommen. Zwei angesprochene Tänzer etablieren und halten Augenkontakt. Sie gehen in der angesagten Richtung: rechts- oder linksschultrig umeinander herum, ohne sich dabei gegenseitig zu berühren. Die Intensität des Augenkontakts hängt von verschiedenen Faktoren ab, darunter dem individuellen Komfort und der lokalen Tradition. Als Reaktion auf einige Einwände gegen den als diskriminierend empfundenen Namen verwenden Caller teilweise eine Reihe neuer Begriffe, vor allem die rechte Schulterrunde. Der Caller sagt dann: „Right/left shoulder around your neighbor“

### Promenade (Spaziergang)
In die gleiche Richtung nebeneinander gehen die Tänzer in die vom Caller angesagte Richtung, typischerweise in Tanzrichtung. Die Dame befindet sich dabei auf der rechten Seite. Es sind verschiedene Handverbindungen zwischen den Tänzern möglich:
- offene Handfassung – das Paar fast die inneren Hände. Dabei bietet der Herr der Dame die innere (rechte) Hand mit der Handfläche nach oben an. Die Dame legt ihre innere (linke) Hand hinein. Alle Fingerspitzen zeigen nach vorn.
- Courtesy Turn Position – (siehe Courtesy Turn oben).
- Skaterpromenade oder Kreuzhandfassung – wie beim Courtesy Turn verbindet das Paar die linke Hand vorne; anstatt die rechte Hand hinter dem Rücken der Dame zu verbinden, werden die rechte Hand vorne über der linken Hand verbunden.
- Varsouvienne-Position – In dieser Position befindet sich der Herr leicht hinter der Dame, mit ihren gefassten linken Händen vor ihrer linken Schulter und den gefassten rechten Händen über ihrer rechten Schulter.

Zum Ende der Figur kann der Herr die Dame dazu einladen, sich unter den gefassten Händen hinweg einmal zu drehen. Hierfür hebt der Herr die linken Hände. Diese Verzierung soll den Tanzspaß erhöhen, verlangsamt aber häufig die Bewegung und kann damit den Ablauf des Tanzes stören. Promenaden werden häufig verwendet, um ein Paar auf die andere Seite des Sets zu bewegen, um Tänzer wieder an ihren Platz zu bringen oder alle Tänzer in Tanzrichtung vorwärts zu bewegen.

### Roll Away (Wegrollen, Hinüberrollen)
Ausgangsformation: Zwei Tänzer, die in die gleiche Richtung schauen und eine Handverbindung haben. Der angesprochene Tänzer dreht sich (Roll Away) mit einer vollen Drehung auf den Platz des Tanzpartners während dieser sich in einer seitlichen Bewegung und ohne Drehung hinter dem rollenden Tänzer auf dessen Platz bewegt. Am Ende der Figur haben beide die Plätze getauscht und schauen in die gleiche Richtung in der sie die Figur begonnen haben. In vielen Fällen beginnt diese Figur mit der Dame zur Linken des Herrn. Sie geht vor dem Herrn vorbei. Dem Partner dabei ein Gegengewicht zu bieten ist für diese Figur von zentraler Bedeutung.

### Sashay
Die Partner stehen sich gegenüber und halten beide Hände. Sie bewegen sich seitwärts im Seitgalopp in die vom Caller angegebene Richtung.

### Swing (Schaukeln, Gemeint ist: Im Paar im Kreis drehen)
Das Paar geht in eine geschlossene Tanzhaltung: die linke Hand der Dame auf der Schulter des Herrn, der rechten Hand des Herrn auf dem linken Schulterblatt der Dame, die freien Hände gefasst. Tänzer gehen in einfachen Gehschritten oder in einem Schritt, der der Fortbewegung auf einem Roller ähnelt umeinander herum. Ein Swing endet normalerweise mit Blick in der vom Caller angesagten Richtung, typischerweise in Tanzrichtung oder zur Mitte der Formation. Die Person mit der ein Swing getanzt wird zum (neuen) Tanzpartner. Der Herr endet links von der Dame.

### Turn Alone / U-Turn Back (Alleine umdrehen)
Die angesprochene Person oder Personen drehen sich an Ort und Stelle um. Es gilt als höflich, die Drehung in Richtung der Person auszuführen, mit der sie gerade interagieren – etwa dann, wenn sich eine andere Person als momentaner Tanzpartner identifizieren lässt.

### Turn as a Couple / Wheel around (Als Paar drehen / Herumwirbeln)
In dieser Figur drehen sich zwei Tänzer, die aktuell Partner zueinander sind und eine Handverbindung etabliert haben, als Paar herum. Dabei geht der links stehende Tänzer rückwärts, der andere vorwärts (Wheel Around). Das Bewegungsmuster ähnelt dem Courtesy Turn, ist aber freier definiert: Es dürfen beliebige Tänzer nebeneinander stehen. Die Ansage wird von Tänzern gerne auch als California Twirl ausgeführt.

### Twirl to Swap (Wirbeln, um die Plätze zu tauschen)
Dies ist ein Oberbegriff für eine Reihe von Tanzbewegungen, die als Paar getanzt werden und bei der Herr und Dame die Position tauschen und die Blickrichtung wechseln. Sie erheben ihre gemeinsamen Hände, und die Dame geht unter den gefassten Händen hindurch, während der Herr hinter der Dame herum geht. Sie unterscheiden durch die Richtung in die das Paar schaut und die verwendete Handhaltung.
- California Twirl – Das Paar beginnt nebeneinanderstehend, die Dame auf der rechten Seite des Herrn, die Hände gefasst. Die Figur endet mit Blick in die entgegengesetzte Richtung.
- Star Thru – Das Paar beginnt einander gegenüber zu stehen. Während des Platzwechsels legt das Paar die Handflächen aneinander (Herr rechts, Dame links), die Fingerspitzen sind anfangs nach oben gerichtet. Beide Tänzer drehen sich während der Figur um 90 Grad in Richtung der gefassten Hände. Das Paar endet nebeneinander stehend in offener Handfassung.
- Box the Gnat (Schlag die Mücke) – Das Paar beginnt sich gegenüber stehend. Die rechten Hände sind locker gefasst, sodass sich die Hände in der Haltung bewegen können. Sie enden mit Handhaltung einander zugewandt.
- Swat the Flea (Schlag den Floh) – Die gleiche Figur wie Box the Gnat nur mit der linken Hand gehalten ausgeführt. Diese Figur wird häufig als Left Box the Gnat angesagt.

## Basisfiguren für vier oder mehr Personen

### Star (Stern)
Ausgangsformation: Vier Personen in einer Formation, typisch: Zwei Paare, die sich gegenüberstehen. Die Tänzer bringen nach Ansage die rechten oder linken Hände in der Mitte der Formation zusammen und gehen um den gemeinsamen Sternpunkt herum. Vier Tänzer bewegen sich in einem Stern in 8 Schritten einmal ganz herum. Auch Bruchteile sind möglich, etwa Sterne die 3/4 oder 1 1/4 gedreht werden.
Es gibt mehrere Arten zum Stern durchzufassen. In welchem Stil der Stern getanzt wird, hängt im Allgemeinen von den lokalen Gepflogenheiten ab. Darüber hinaus kann die Ausführung in der Choreographie festgelegt sein:
- Neu England Stil, Handgelenkgriff oder Wagenradstern: Jeder Tänzer fasst mit seiner auf das Handgelenk der Person vor ihm. Dies ist eine der wenigen Figuren, bei der es wichtig ist, kein Gegengewicht zu geben, da dies speziell für die Tänzerinnen unangenehm sein kann.
- Südlicher Stil, manchmal auch Handshake-Grip-Stars, englischer Stil oder Hands-across-Stars genannt: Jede Tänzerin und jeder Tänzer verbindet sich mit der Person in der Formation diagonal gegenüber durch eine Handfassung. Meist ist die Person des gleichen Geschlechts. Es spielt in der Regel keine Rolle, wessen Hände oben oder unten liegen (Damen- oder Herrenhände).

### Ladies Chain (Damenkette)
Tatsächlich ist in der Regel die Hälfte der Ausführung einer Damenkette gemeint. Ausgangsformation: Zwei Paare, die sich gegenüberstehen. Dies ist gebräuchlicher und vom Caller so gemeint, wenn er „Ladies Chain“ sagt. Die Damen reichen sich in der Mitte die rechten Hände und gehen aneinander vorbei zum Herrn gegenüber.
Die Herren reichen den Damen die linke Hände und führen die Damen in einem Courtesy Turn (siehe oben) herum. Es erhöht den Tanzerfolg, wenn die Herren die Damen aktiv „in Empfang“ nehmen und herumführen, auch wenn sie in dieser Figur nicht direkt angesprochen werden.
Die Damen haben effektiv die Seiten und Plätze in der Formation getauscht. Eine volle Damenkette besteht aus zwei Ladies Chain in Folge. Hierdurch enden die Damen wieder an ihrem Originalplatz.

### Long Lines Forward and Back (Lange Linien vorwärts & rückwärts)
Ausgangsformation: Zwei Linien, die sich gegenüberstehen. Die Tänzer fassen in ihrer Linie mit den Händen durch und bilden lange Linien typischerweise an den Seiten des Saals. Diese beiden Linien tanzen dann im Idealfall unisono, vier Schritte aufeinander zu und dann vier Schritte zurück an den Platz.

### Right and Left Thru (Rechts & Links durch)
Ausgangsformation: Zwei Paare, die sich gegenüberstehen. Die Tänzer gehen aufeinander zu, reichen der Tänzerin gegenüber die rechte Hand und gehen dann aneinander vorbei auf den Platz gegenüber. Danach folgt ein Courtesy Turn (siehe oben). Die Figur kann auch ohne Handhaltung getanzt werden. Diese Variante heißt: „Rights and Lefts“.

### Petronella Turn (Petronella Wendung)
Ausgangsformation: Vier Tänzer zum Kreis durchgefasst. Alle drehen sich in die Position der Tänzerin zu ihrer Rechten, während sie sich einzeln im Uhrzeigersinn drehen (4 Zähler). Diese Bewegung wurde aus dem gleichnamigen Tanz „Petronella“, einem schottischen Volkstanz abgeleitet. Als Verzierung ist es möglich, dass die Tänzer auf den Zählern 3,5 und 4 in die Hände klatschen.

### Hey For Four (Hallo für Vier)

Hey For Four

(Manchmal auch als „Straight Hey for Four“ bezeichnet.) Die Tänzer führen eine Reihe von Pässen aus und Drehungen mit den anderen Tänzern in ihrem Vierer-Set aus. Dabei wechseln sie zur gegenüberliegenden Seite des Sets und kehren dann zurück. Diese Figur kann in sehr vielen Varianten und von unterschiedlichen Startpositionen getanzt werden.
Als Beispiel soll eine Variante erklärt werden. Ausgangsformation: Zwei Paare, die sich gegenüber stehen, die Dame an der rechten Seite des Herrn:
- Die Damen beginnen, rechte Schultern in der Mitte des Sets zu passieren, während die Männer nach rechts rücken, um die aktuelle Position ihrer Dame einzunehmen.
- Dame und Herr passieren sich linksschultrig, die Herren rücken in die Mitte vor.
- Die Herren gehen dann an den rechten Schultern in der Mitte vorbei, während die Damen außen eine breite Schleife nach links tanzen, um sich dem Set wieder zuzuwenden.
- Dame und Herr passieren sich linksschultrig, die Damen rücken in die Mitte vor.

Das ist fast die erste Hälfte des Hey. Die zweite Hälfte ist eine Wiederholung der ersten Hälfte von der anderen Seite aus. Die Herren bringen sich jetzt durch eine Schleife nach links wieder in Position hinter der Dame. Am Ende des Heys werden die Tänzer wieder in die Ausgangsposition gebracht, mit dem Unterschied, dass die Herren außerhalb des Sets enden.
Beachten Sie, dass diese Figur sehr sanft ausgeführt wird und die eigene Bewegung in Bögen um die anderen Tänzer erfolgt. Alle Tänzer bewegen sich die ganze Zeit und nicht Stück für Stück, wie sich aus der Beschreibung vermuten lässt.
Alle Versionen eines vollen Hey für Vier folgen diesem Muster. Die Anfangsformation und die relative Position von Damen und Herren im Paar kann variieren. Beispielsweise kann der Herr von links ebenfalls einen Hey for Four beginnen. In dem oben beschriebenen Beispiel wären dann Rollen (Dame und Herr) und Richtung (rechts und links) getauscht. Es wird dringend empfohlen, dass Neueinsteiger diese Figur mit der Hilfe erfahrener Tänzer erlernen.
Die Wendeschleifen außen dürfen und sollen weitläufig getanzt werden. Dies sorgt dafür, dass die Tänzer nicht zu früh in das Zentrum zurückkehren und dort Staus verursachen, was die häufigste Ursache für Verwirrung und den Zusammenbruch dieser Figur ist. Die Begegnungen erfolgen immer abwechselnd, rechts – links – rechts… Eine weitere Ursache für Fehler ist, wenn die Tänzer in der Mitte an der „falschen“ Seite passieren. Bricht ein Hey einmal zusammen, dann kehren Sie bitte schnell an den Ausgangspunkt zurück. Es ist genug Zeit, dort auf die nächste Ansage des Callers zu warten und den Tanz ohne Unterbrechung fortzusetzen.
Veränderungen und Varianten: Erfahrene Tänzerinnen und Tänzer verziehen oft, indem sie sich oder andere Tänzerinnen bei der Begegnung drehen (Spin). Diese Variante sollte nur bei ausreichender Erfahrung getanzt werden.

### Half Hey (Halber Hey)
Ein halbes Hey for four. Anstatt das Set zu überqueren und zurückzukehren, überqueren die Tänzer nur einmal das Set und enden mit den Paaren auf den gegenüberliegenden Seiten des Sets.

### Figure Eight (Achterfigur)
Ein Achter ist eine Webefigur, in der angesprochene Tänzer zwischen zwei stehenden Menschen hindurchgehen und sich in einem Muster der Figur 8 um sie herum bewegen. Ein voller Achter bringt die Tänzerin in ihre Ausgangsposition zurück; ein halber Achter endet gegenüber der Ausgangsposition. Bei dieser Figur lässt der Herr seinen Partner vor sich vorbeiziehen.

### Circle Left (or) Right – Kreis nach links (oder) rechts
Typischerweise vier Personen reichen sich die Hände und laufen im Kreis nach links im Uhrzeigersinn (oder nach rechts, gegen den Uhrzeigersinn) herum. Das Kreisen kann 1/4 eines Kreises (selten), 1/2 (weniger selten), 3/4 oder einmal herum (häufig), oder 1 1/4 (weniger häufig) sein, wobei jede dieser Bruchteile die Tänzerinnen in eine genau definierte Endposition bringt, die durch den Fluss oder die Choreographie vorgegeben ist. Den angrenzenden Tänzern ein Gegengewicht anzubieten, macht die Bewegung deutlich schöner und interessanter. Die überwiegende Mehrheit der Contra Dance Kreise startet nach links.

### Down the Hall Four in Line – Nach unten in der Halle zu viert in der Linie
Zwei Paare verbinden sich die Hände, so dass sie eine Viererreihe bilden, und gehen den Saal von der Musik/dem Caller weg. Verzierung: Die mittleren Tänzer können die Tänzer am Ende unter dem Arm durchdrehen lassen.

### Pass Thru (Durchqueren, durchgehen)
Ausgangsformation: Zwei Tänzer, die voreinander stehen. Sie passieren einander rechtsschultrig, ohne sich zu berühren. Die Figur wird immer individuell mit der Person gegenüber ausgeführt. Ein Pass Thru kann von der Seite auf die andere Seite erfolgen. Die Figur wird außerdem häufig verwendet um die Paare entlang des Saals vorwärts zum nächsten Paar zu bringen.

### Give and Take (Geben und Nehmen)
Zwei Paare stehen sich gegenüber. Die Tänzer gehen aufeinander zu und fassen beide Hände mit der Person gegenüber. Die benannte Person nimmt ihr Gegenüber zu sich auf die Seite mit. Beispiel Ladies Give and Take. Die Dame geht rückwärts und nimmt den Herrn von gegenüber auf die eigene Seite mit. Dieser Figur folgt praktisch immer ein Swing.

### Cross Trail (Kreuzt die Pfade)
Ausgangsformation: Zwei Tänzer nebeneinander, z. B.: Herr links, Dame rechts. Die Tänzer bewegen sich auf die gegenüberliegende Seite der Formation und kreuzen dabei die Pfade. Die Dame kreuzt vor dem Herrn auf die linke Seite. Je nach Ansage endet die Figur mit der gleichen Blickrichtung oder Rücken-an-Rücken.

## Fortgeschrittene oder seltener getanzte Figuren

### Turn Contra-Corners (Tour mit den Eck-[Tänzern])
Oder: Contra-Ecken drehen

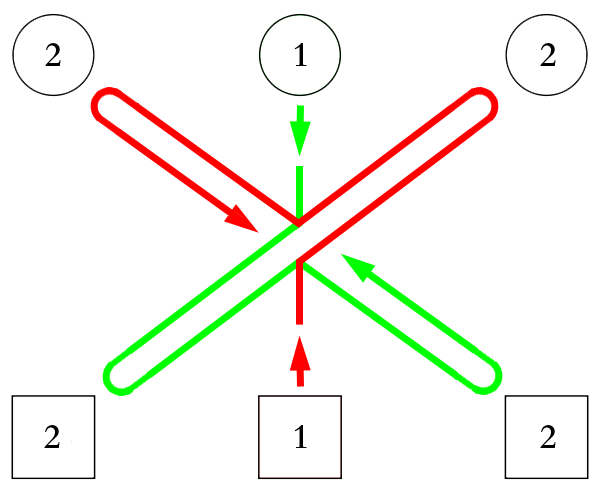
Turn Contra Corners - Der Weg der aktiven Tänzer (Quadrate = Herren, Kreise = Damen, 1 = aktives Paar, 2 = Contra Corners)

Turn Contra Corners ist eine Figur, an der sechs Tänzerinnen und Tänzer beteiligt sind und für deren Ausführung 16 Zähler benötigt wird. Der Partner steht jeweils gegenüber, und typischerweise bilden Herren und Damen jeweils eine Reihe. Das mittlere Paar ist das aktive Paar (siehe Zeichnung: Nr. 1), die anderen vier Tänzer der Gruppe sind die Ecken (siehe Zeichnung: Nr. 2).
Die Figur wird wie folgt getanzt: Das aktive Paar tanzt eine rechte Hand Tour (Allemande Right) etwas mehr als halb herum zu dem original rechts diagonal gegenüber stehenden Eck-Tänzer (Corner). Die Aktiven lösen die rechte Handverbindung und tanzen eine linke Handtour (Allemande Left) mit dem Corner, bis sie sich wieder in der Mitte der Formation treffen. Die Aktiven lösen die Verbindung mit dem Corner und tanzen einen Allemande Right, bis sie ihre zweite Ecke erreichen. Ein Allemande Left mit dem zweiten Corner beendet die Figur. Das aktive Paar trifft sich wieder in der Mitte. Die nächste Figure beginnt für ein oder mehrere Paare typischerweise mit der rechten Hand oder Schulter. Häufig sind das die Figuren: Balance, Swing oder Dosado. Weitere Allemande Turns sind ebenfalls denkbar.
Die Allemande Turns werden in sanft ineinander übergehenden Bewegungen ausgeführt. Das erfordert speziell bei neuen Tänzern ein hohes Maß an Aufmerksamkeit und Raumorientierung. Hilfestellung: Alle Tänzer, Aktive und Corner, sollten frühzeitig Blickkontakt mit der Person, mit der der nächste Allemande Turn getanzt wird aufnehmen. Die Corner unterstützen den Ablauf der Figur, indem sie sich den richtigen aktiven Tänzer herausfischen. Sie bieten dazu die linke Hand zum rechten Zeitpunkt an.